# Jupp Kapellmann
Hans-Josef Kapellmann (ur. 19 grudnia 1949 w Würselen) – były niemiecki piłkarz występujący na pozycji obrońcy, pomocnika lub napastnika.

## Kariera klubowa
Kapellmann jest wychowankiem klubu SC 1930 Bardenberg, gdzie trenował przez 11 lat. W 1968 roku trafił do Alemannii Akwizgran z Bundesligi. W tych rozgrywkach zadebiutował 17 sierpnia 1968 roku w wygranym 4:1 meczu z 1. FC Nürnberg. 19 października 1968 roku w przegranym 2:4 pojedynku z Bayernem Monachium strzelił pierwszego gola w Bundeslidze. W 1969 roku wywalczył z klubem wicemistrzostwo RFN. W 1970 roku zajął z nim do Regionalligi. Wówczas odszedł z Alemannii.
Latem 1970 roku Kapellmann został graczem klubu 1. FC Köln, grającego w Bundeslidze. Pierwszy ligowy mecz zaliczył tam 28 października 1970 roku przeciwko ekipie MSV Duisburg (0:0). W 1971 roku i w 1973 roku dotarł z zespołem do finału Pucharu RFN, jednak w obu przypadkach ekipa 1. FC Köln przegrywała tam swoje mecze. W 1973 roku Kapellmann wywalczył z klubem również wicemistrzostwo RFN. W 1. FC Köln spędził 3 lata.
W 1973 roku przeszedł do innego zespołu Bundesligi, Bayernu Monachium. Zadebiutował tam 11 sierpnia 1973 roku w wygranym 3:1 ligowym spotkaniu z Fortuną Düsseldorf. W 1974 roku zdobył z klubem mistrzostwo RFN oraz Puchar Mistrzów. W kolejnych dwóch latach ponownie wygrywał z Bayernem rozgrywki Pucharu Mistrzów. W 1976 roku zdobył z nim także Pucharu Interkontynentalny. W 1979 roku Kapellmann odszedł do TSV 1860 Monachium (Bundesliga), którego graczem był przez 2 lata, a w 1981 roku, po spadku TSV do 2. Bundesligi, zakończył karierę.

## Kariera reprezentacyjna
W reprezentacji RFN Kapellmann zadebiutował 12 maja 1973 roku w wygranym 3:0 towarzyskim meczu z Bułgarią. W 1974 roku został powołany do kadry na Mistrzostwa Świata. Nie zagrał na nich ani razu, a zespół RFN zdobył mistrzostwo świata. W latach 1973–1974 w drużynie narodowej rozegrał w sumie 5 spotkań.